# Le Canard enchaîné
Le Canard enchaîné (deutsch wörtlich „Die angekettete Ente“) ist die bedeutendste satirische Wochenzeitung Frankreichs. Sie erscheint mittwochs und umfasst acht Seiten auf Zeitungspapier; zweifarbig bedruckt. 1915 gegründet, betreibt der Canard seriösen investigativen Journalismus in einem in Europa einmaligen Stil.

## Geschichte
Die Zeitung wurde am 10. September 1915 von Maurice Maréchal, Jeanne Maréchal und Henri-Paul Deyvaux-Gassier gegründet.
Georges Clemenceau benannte seine Zeitung L’Homme libre (‚der freie Mensch‘) nach Problemen mit der staatlichen Zensur in L’Homme enchaîné (‚der angekettete Mensch‘) um. In Anlehnung daran wurde der Name Le Canard enchaîné (‚die angekettete Ente‘) gewählt. „Canard“ (Ente) ist in der französischen Sprache ein umgangssprachlicher Ausdruck für „Zeitung“ und hat nichts mit dem deutschen Begriff „Zeitungsente“ zu tun.
Am Anfang seiner Geschichte – aber auch während des Algerienkrieges – bediente sich das Blatt gegen die Zensur subtiler Parodien, wie etwa des Dementis, von dem der Leser weiß, dass es das genaue Gegenteil aussagt. Das war angesichts der pazifistischen Linie des Blattes notwendig, konnte jedoch nicht immer verhindern, dass Artikelpassagen zensiert wurden und weiß blieben.
Bekannte Künstler wie  Anatole France, Jean Galtier-Boissière, Paul Vaillant-Couturier, Raymond Radiguet, Tristan Bernard, Jean Cocteau, Pierre Mac Orlan, Lucien Descaves oder Roland Dorgelès zählen zu den Autoren.
Während der deutschen Besetzung Frankreichs im Zweiten Weltkrieg erschien der Canard nicht. Pierre Brossolette sagte: „Der Krieg ist für die Franzosen vorbei, wenn sie Le Canard enchaîné wieder lesen können.“ Sein erneutes Erscheinen am 6. September 1944 kurz nach der Befreiung von Paris erlebte der 1942 verstorbene Gründer, Maurice Maréchal, nicht mehr. Seine Witwe, Jeanne Maréchal, übernahm die Leitung der Zeitung.
Während des Algerienkriegs trat die Zeitung für die Unabhängigkeit ein. Mehrere Ausgaben des Jahres 1958 wurden daraufhin von der Zensur verboten. Am 6. Mai 1981 erhob die Zeitung schwere Vorwürfe gegen den damals noch weitgehend unbehelligten Nazi-Kollaborateur und damaligen Minister Maurice Papon.
Der Canard bezieht seine Informationen zum großen Teil von anonymen Informanten, die in Ministerien, Verwaltungen, bei der Armee oder in Chefetagen der Unternehmen arbeiten.
Im Rahmen der Rechtschreibreform ist auch die Orthographie „enchainé“ möglich und von der Académie Française empfohlen. Die Zeitung änderte ihren Namen jedoch nicht.
In der Zeitung arbeiten 60 Redakteure, darunter 16 für den politischen Bereich und 11 Zeichner (Stand März 2011). Mehr als die Hälfte der Redakteure lieferte noch im Jahr 2011 handgeschriebene Manuskripte bei Sekretärinnen ab. Andere schreiben mit der Schreibmaschine und nur wenige arbeiten mit dem PC.

## Redaktionelle Linie
« La liberté de la presse ne s’use que quand on ne s’en sert pas »

„Die Pressefreiheit verschleißt nur, wenn man sie nicht nutzt.“

Antimilitaristisch, eher links und antiklerikal deckt das Blatt zahlreiche politische, juristische und Wirtschafts-Skandale auf. Es verfügt über ein weitverzweigtes Netz von Informanten, die oft direkt am Geschehen beteiligt sind und – beispielsweise aus moralischer Entrüstung – den Canard mit Material versorgen. Auch Journalisten, die eine Geschichte in der eigenen Redaktion nicht unterbringen können, finden hier ein offenes Ohr.

## Unabhängigkeit
Der Canard erscheint zweifarbig (rot und schwarz) in Form einer achtseitigen, großformatigen Zeitung. Die dadurch relativ geringen Druckkosten ermöglichen bei einem Preis am Kiosk von 1,20 € (in Frankreich, 2,60 € in Deutschland) auf Werbung seit der Gründung vollständig zu verzichten. Dennoch ist die Zeitung finanziell erfolgreich. 1982 wurde auf Fotosatz und 1996 auf Ganzseitenumbruch umgestellt.
Die verkaufte Auflage sank zwischen 2012 und 2016 um ein Viertel auf knapp 360.000 Exemplare. Gleichzeitig stieg das Durchschnittsalter der Leser.
Um die redaktionelle Unabhängigkeit darüber hinaus sicherzustellen, gibt es einige Regeln für die Journalisten:
Sie dürfen kein Börsen-Depot besitzen, nicht als freie Mitarbeiter bei anderen Veröffentlichungen arbeiten und weder Geschenke noch Orden annehmen. So wurde z. B. 1933 der Journalist Pierre Scize entlassen, weil er einen Orden der Ehrenlegion angenommen hatte.
Die Bilanz des Unternehmens, das im Besitz der Gründerfamilie und der Redaktion ist, wird jedes Jahr in der letzten August-Ausgabe veröffentlicht.
Seit einem gescheiterten Übernahmeversuch durch das größte französische Medienkonsortium Hachette 1953 verfügen der Verlag und seine Mitarbeiter über 1000 Aktien, die laut Redaktionsstatut unveräußerlich sind, um die redaktionelle Unabhängigkeit wahren zu können. Die Unabhängigkeit wird auch dadurch gefördert, dass die Zeitung über ein Eigenkapital von gut 122 Millionen Euro (Stand 2014) verfügt.

## Verzicht auf Werbeeinnahmen
„Nie wollten wir uns bei einer Geschichte die Frage stellen, ob durch sie vielleicht ein Werbebudget verlorengeht.“

## Affären
Der Canard hat eine ganze Reihe von Skandalen aufgedeckt, hier nur eine kleine Auswahl:
- Am 3. Dezember 1973 stellten zwei Canard-Mitarbeiter mehrere Beamte des Inlandsgeheimdienstes Direction de la surveillance du territoire (DST), die, als Klempner verkleidet, Abhörgeräte auf der Baustelle des neuen Redaktionsgebäudes anbrachten. Der daraus entstandene Skandal veranlasste eine Kabinettsumbildung, nach der sich der verantwortliche Innenminister Raymond Marcellin als Landwirtschaftsminister wiederfand.
- 1979 enthüllte Le Canard enchaîné, dass Valéry Giscard d’Estaing, damals französischer Staatspräsident, vom Diktator der Zentralafrikanischen Republik, Jean-Bédel Bokassa, Diamanten als Geschenke angenommen hatte. 1981 verpasste Giscard die Wiederwahl, nicht zuletzt wegen dieser Affäre.
- Insgesamt acht Affären Jacques Chiracs während seiner Bürgermeisterzeit in Paris (fiktive Arbeitsplätze im Rathaus, Finanzierung des RPR, HLM de Paris, …) gingen nie vor Gericht, da Chirac sich als Staatspräsident auf seine „immunité présidentielle“ berief.
- Die Zeitung deckte die Zusammenhänge bei der Versenkung des Greenpeace-Schiffs Rainbow Warrior auf.[13]
- Le Canard enchaîné war maßgeblich daran beteiligt, die Nazi-Vergangenheit des früheren Pariser Polizeichefs Maurice Papon aufzuklären.
- Le Canard enchaîné enthüllte die Affäre um das luxuriöse, aus der Staatskasse bezahlte Appartement des Finanzministers Hervé Gaymard, der daraufhin 2005 zurücktrat.
- Im Februar 2007 enthüllte der Canard die dubiosen Umstände des Appartementkaufs von Nicolas Sarkozy.
- Im Sommer 2010 enthüllte der Canard verschiedene Affären, an denen Minister oder ehemalige Minister beteiligt waren:
  - Rama Yade, die während der Fußball-Weltmeisterschaft in Südafrika in einem Luxushotel bleiben sollte, nachdem sie die hohen Übernachtungskosten der Mannschaft öffentlich kritisiert hatte.
  - Christian Blanc, der für 12.000 € Zigarren von seinem Ministerium kaufen ließ. Er wurde aufgefordert, das Geld zurückzuzahlen. Er trat am 4. Juli zurück.
  - Alain Joyandet wegen einer illegalen Bauerlaubnis. Er musste auf sein Bauprojekt verzichten und trat ebenfalls am 4. Juli zurück
  - Christine Boutin, die für 9.500 €/Monat einen Bericht über die Globalisierung schreiben sollte und gleichzeitig eine Vergütung als Mitglied des Generalrats des Départements Yvelines sowie Rente als ehemalige Abgeordnete empfing (die Zeitung warf Nicolas Sarkozy vor, damit ihre Loyalität gekauft zu haben). Sie verzichtete auf die Vergütung für ihren Auftrag.
  - Fadela Amara und Christian Estrosi wegen Dienstwohnungen, die von Verwandten benutzt wurden.
- Im September 2014 deckte der Canard auf, dass die Chefin des Front National Marine Le Pen ihren Führerschein bereits Ende 2012 abgeben musste. Verkehrstherapeutische Seminare wollte sie nicht besuchen. Der 2013 beauftragten Anwaltskanzlei Dufour & Associés ist sie noch 3000 € Honorar schuldig.[14]
- Im Juli 2016 wurde enthüllt, dass sich der französische Staatspräsident François Hollande einen eigenen Friseur leistet, der für seine Dienste fast 10.000 € im Monat erhält, genauso viel wie ein französischer Minister.[15]

## Rubriken

### Aktuelle Rubriken
| Titel                                          | Untertitel | Übersetzung                               | Beschreibung |
| ---------------------------------------------- | ---------- | ----------------------------------------- | --- |
| Les interviews (presque) imaginaires du Canard |            | Die (fast) imaginären Interviews der Ente | Sporadisch erscheinende Interviews mit großen Persönlichkeiten. Es mischt reale Aussagen, die aus dem Zusammenhang gerissen sind, mit erfundenen Aussagen. Frédéric Pagès ist der Unterzeichner dieser meist auf der ersten Seite erscheinenden Rubrik. |
| La Mare aux Canards                            |            | Der Ententeich                            | |
|                                                | Minimares  |                                           | |

## Auszeichnungen
- 2011 wurde die Redaktion für ihr „herausragendes Eintreten für die Unabhängigkeit der Presse“ („Pressefreiheit“) mit dem deutschen Henri-Nannen-Preis ausgezeichnet. Die Jury vergab die Auszeichnung an die französische Redaktion, da diese „… seit jeher die Linie einer vollkommen unabhängigen, nur der Wahrheit verpflichteten Berichterstattung [verfolge]“, hieß es in der Jurybegründung.[16][17]

## Dokumentation
- Ruth Jung: Die entfesselte Ente oder: Die Verteidigung der Pressefreiheit in Frankreich. Radio-Feature. Deutschlandfunk, 22. November 2011. MP3. Abgerufen am 22. November 2011.